# Сухопутные войска Доминиканской Республики
Сухопутные войска Доминиканской Республики — один из трёх видов вооружённых сил Доминиканской Республики, наряду с военно-морским флотом и военно-воздушными силами.
Доминиканская армия, насчитывающая 28 750 военнослужащих, состоит из шести пехотных бригад, бригады боевой поддержки, бригады обеспечения боевой службы и эскадрильи воздушной кавалерии.

## История
Остров Эспаньола был важным анклавом на протяжении всего колониального периода, и на нём располагался суд Санто-Доминго, первый в Америке (1511), юрисдикция которого распространялась на весь Карибский бассейн. В 1697 году по Рисвикскому миру он был разделён на две общины: испанскую в восточной части и французскую в западной; так продолжалось до 1795 года, когда Базельский мирный договор передал суверенитет над западной частью острова Франции, а в 1809 году суверенитет Испании был восстановлен. Много лет спустя она была провозглашена независимой в 1821 году, оккупирована Гаити в 1822 году, вновь освобождена в 1844 году и включена обратно в состав Испании в 1861 году по решению своих собственных правителей, пока окончательно не утвердилась как независимая республика в 1865 году.
Из-за этих политических взлётов и падений, а также из-за его положения и стратегической ситуации военная история Доминиканской Республики является долгой и сложной. В 18 веке остров отличался рациональной обороной и определённым спокойствием в отношении международных конфликтов, происходивших на его территории. Однако в глубине острова, вдоль границы между испанскими и французскими владениями, линия Север-Юг была совсем не чёткой и плохо очерченной; она представляла собой зону постоянных трений и проблем.